# Duke McKenzie
Duke McKenzie est un boxeur anglais né le 5 mai 1963 à Croydon.
Il est fait membre de l'Ordre de l'Empire britannique (MBE) à l'occasion de la Queen's Birthday honours list le 11 juin 2011, pour services rendus à la boxe dans le district londonien de Croydon.

## Carrière
McKenzie remporte le titre de champion du monde dans 3 catégories différentes: poids mouches (ceinture IBF en 1988 et 1989), poids coqs (ceinture WBO en 1991 et 1992) et poids super-coqs (ceinture WBO en 1992 et 1993).
Retiré des rings en 1998 après une tentative infructueuse pour le titre WBO des poids plumes, McKenzie devient commentateur pour le compte de la BBC puis pour ITV.